# Archaeodontosaurus
Archaeodontosaurus descouensi
Genre
Espèce
Archaeodontosaurus (« lézard aux très vieilles dents ») est un genre fossile de dinosaure sauropode qui vivait au Bathonien. On ne connaît de lui que sa mâchoire et ses dents, ressemblant à celle d'un prosauropode. Ce fossile fut retrouvé à Madagascar en 2003.
Une seule espèce est connue : Archaeodontosaurus descouensi.

## Inventeur et étymologie
Décrite par le Professeur Éric Buffetaut en 2005, l'espèce est dédiée au naturaliste Didier Descouens. Littéralement Archaeodontosaurus signifie « lézard aux très vieilles dents ».

## Inventaire des fossiles retrouvés
- MHNT.PAL.2003.396 : un fragment de mâchoire avec quelques dents. L'ensemble est déposé au Muséum de Toulouse.

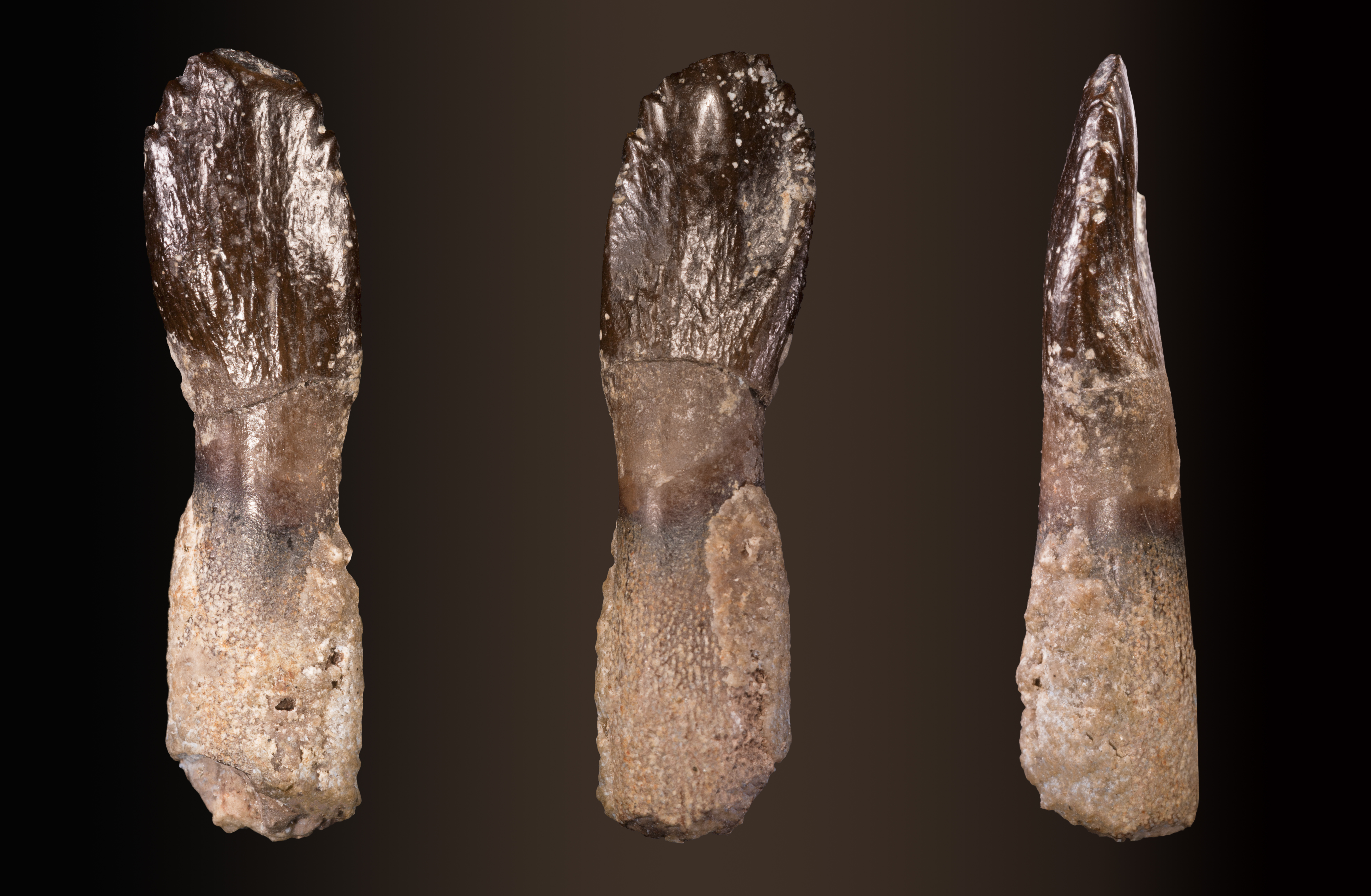
dent